# Рухінгу
Рухінгу (ест. Ruhingu), також Рухіку (ест. Ruhiku) — село в Естонії, входить до складу волості Урвасте, повіту Вирумаа.